# Penelope dabbenei
La pava carirroja (Penelope dabbenei) también conocida como pava de monte alisera o pava de frente negra, es una especie de ave galliforme de la familia de los crácidos, nativa de América del Sur.

## Distribución y hábitat
Su hábitat natural son los bosques húmedos subtropicales de montaña, en la región fronteriza del norte de Argentina y el sur de Bolivia.